# برايان أليسون
برايان أليسون (بالإنجليزية: Brian Allison)‏ (23 يونيو 1988 بإدنبرة في المملكة المتحدة - ) هو لاعب كرة قدم بريطاني في مركز الدفاع. لعب مع نادي فالكيرك ونادي ستيرلينغ ألبيون.

## وصلات خارجية
- برايان أليسون على موقع قاعدة بيانات كرة القدم.إي يو (الإنجليزية)
- برايان أليسون على موقع Soccerbase.com (لاعب) (الإنجليزية)